# 델리카트슨 사람들
《델리카트슨 사람들》(영어: Delicatessen)는 1991년에 개봉한 프랑스 영화이다.

## KBS 성우진 (1996년 9월 15일)
- 오세홍 - 루이종(도미니크 피뇽)
- 노민 - 클라펫(장 클로드 드레이퍼스)
- 김옥경 - 줄리(마리로어 더그나크)
- 김계원 - 택시 운전사(도미니크 자르디)
- 나수란 - 남편의 아내(실비 라구나)
- 이근욱 - 주민(루퍼스)
- 이윤선 - 남편(쟝 프랑수아 페리에)
- 이연희 - 남편의 아내(안-마히 삐자니)
- 김준 - 남편(티키 홀가도)
- 장승길 - 주민(자크 매두)
- 김정주 - 클라펫의 애인(카랭 비아르)
- 문관일 - 우채부(칙 오르테가)